# Ludwik Śniady
Ludwik Śniady (ur. 18 maja 1885 w Borzęcicach, zm. ?) – polski działacz socjalistyczny i związkowy, radny miasta Poznania w latach 1922–1933 z ramienia PPS (od 1930 PPS dawnej Frakcji Rewolucyjnej), dziennikarz.

## Życiorys
Urodził się w rodzinie Wawrzyńca Śniadego i Teofili z domu Jankowskiej. W młodości wyuczył się zawodu krawca. W 1906 wyemigrował w głąb Niemiec, prawdopodobnie w poszukiwaniu pracy. W 1916 został zmobilizowany do armii niemieckiej. W grudniu 1918 wrócił do Wielkopolski.
W 1919 zaangażował się w odtworzenie w Poznaniu oddziału PPS. W październiku tego roku został wybrany do Komitetu Wykonawczego PPS b. Wielkiego Księstwa Poznańskiego (który później rozszerzono o województwo pomorskie). W marcu następnego roku wyjechał do Torunia, z zadaniem utworzenia tam okręgowego komitetu robotniczego partii. Jeszcze w tym samym miesiącu, konferencja pomorska PPS delegowała Śniadego do Rady Naczelnej PPS. Niestety komitet toruński nie odegrał żadnej roli w życiu politycznym miasta i Śniady w 1921 wrócił do Poznania. W tym czasie działał również w związkach zawodowych. Był jedną z czołowych postaci Komisji Polskich Klasowych Związków Zawodowych (PKZZ).
W 1921 uzyskał mandat radnego w Radzie Miasta Poznania, zostając jednocześnie przewodniczącym klubu radnych PPS (radnym pozostał do 1933), a w 1922 kandydował bezskutecznie do Sejmu z pierwszego miejsca okręgu bydgoskim.  Podobnie jak Franciszek Kowalewski był reprezentantem antykomunistycznego, reformistycznego skrzydła w partii. W 1926 został wybrany do komitetu centralnego Rady Zrzeszeń lokatorów i sublokatorów RP.
Ludwik Śniady był w wydawanym przez Stanisława Migdalewicza redaktorem dziennika "Kuriera Powszechnego", który reprezentował poglądy antyendeckie i antyklerykalne. W 1927 został skazany na miesiąc więzienia za obrazę proboszcza kościoła w Górce Duchownej, któremu zarzucił pobieranie dochodów z odpustów. 
W 1928 ponownie wystartował w wyborach do Sejmu z pierwszej pozycji w okręgu leszczyńskim, nie uzyskując mandatu. W październiku 1930 doprowadził do rozłamu w poznańskich strukturach PPS, przechodząc z częścią działaczy do prosanacyjnej PPS - dawnej Frakcji Rewolucyjnej. Pomimo żądań PPS, nie złożył mandatu radnego Poznania. W tym czasie był również działaczem Związku Miast Polskich. 

## Życie prywatne
W 1909 zawarł związek małżeński z Polką pochodzenia niemieckiego Wiktorią Mattert (1882–1928). Miał z nią trzech synów Ferdynanda (1912-1919), Henryka (1919-1994) i Władysława.
Synowie jego siostry Michaliny Kaniewskiej (1873–1933), Celestyn, Kazimierz, Zdzisław i Zbigniew zginęli bohaterską śmiercią podczas II wojny światowej, co upamiętnia imię ronda i tablica w Jarocinie.